# DoS напад
DoS или DDoS (енгл. Distributed Denial of service) хакерски је напад који се поједностављено речено своди на исцрпљивање ресурса неког сервиса или услуге на Интернету и тиме је чинећи недоступном намењеним корисницима. Он онеспособљава мрежу, рачунар или неки други део инфраструктуре на тај начин да их корисници не могу користити.
Већина DoS напада на интернету спада у једну од следеће три врсте:
1. Напад на рањиве делове мреже – слање неколико порука на рањиве апликације или оперативне системе који се извршавају на рачунару који је мета напада и на тај начин одређена услуга престаје са радом
2. Закрчење пропусног опсега – приступни линк нападнутог рачунара постаје загушен од пакета којима нападач преплављује нападнути рачунар чиме се спречава да прави пакети доспеју на одговарајући сервер.
3. Плављење везама – нападач успоставља велики број полуотворених или потпуно отворених  веза на рачунару који је мета напада и на тај начин рачунар постаје презаузет лажним везама до те мере да престаје да прихвата исправне везе[2].

## Како настајунапади
Иако делује као да иза DDoS-а стоји група људи са жељом да онеспособи циљани рачунар, истина је да је то у највећем броју случајева један злонамерни корисник који тражи друге кориснике на Интернету преко којих врши нападе, а да они тога нису ни свесни. Дакле, злочинац тражи рањиве системе на Интернету (оне који имају познате сигурносне пропусте, немају ажуриране антивирусне програме или их уопште немају), а када их пронађе, на сваком од њих обавља додатне кораке, обично овим или сличним редом:
1. инсталирање програма како би се прикрила провала система и свих наредних активности на том систему (на пример, немогуће је видети процес нападача у списку покренутих програма на рањеном рачунару )
2. инсталирање процеса за удаљену контролу рачунара који прима наредбе нападача и покреће нападе путем Интернета према одређеној жртви.

Резултат овог аутоматизованог процеса је стварање мреже коју чине заражени рачунари (деамони, ботови) који су спремни да приме наредбе нападача (мастера) и не обавештавајући свог власника учествују у DDoS нападу.

## Техничке мере заштите
Учестало појављивање DDoS напада, њихова снага и опасност коју са собом доносе су утицали на доношење многобројних механизама заштите. Упркос томе, DDoS су и даље права претња мрежним администраторима јер и даље не постоји сигурна заштита зато што је немогуће имати тако координисан систем одбране који ће реаговати на непознати, веома добро координисан систем напада.
Како би са великом сигурношћу DDoS напад био спречен, потребно је да wеb сајт буде дистрибуиран преко више сервера. На тај начин би, падом једног сервера, wеb страница била доступна преко других на којима је дистрибуирана. Подразумева се константно надгледање целокупне мрежне инфраструктуре на свим нивоима референтног модела и најбрже могуће реаговање и на најмању могућу опасност по инфраструктуру посматране мреже.
Поред реактивног спречавања DDoS напада, потребно је стално спроводити и превентивне мере заштите које засигурно доприносе да рачунар не постане део botnet-а, а то су:
1. прављење пописа покренутих процеса на серверу, као и пописа мрежних прикључака преко којих се обављају услуге.
2. онемогућити све процесе осим оних који су потребни за нормалан рад сервера
3. увести филтрирање пакета (нпр. помоћу програма IP Filter).

Филтрирање пакета има неколико изузетно важних функција као што су: онемогућавање лажирања изворне адресе, блокирање пакета који долазе с непознатих адреса као и осигурање надзора над услугама (дефинисати права приступа појединог корисника услугама).
Поред софтверске заштите која се налази на апликационом слоју референтног модела, постоји још битнија заштита на нижим слојевима мреже. Рутери и свичеви могу бити конфигурисани тако да скенирају пакете (провера IP адресе, порта) пре уласка у транспортни и апликациони слој. Такође, тиме се осигурава мрежа неког предузећа као потенцијалног извора DDoS напада.
Још један начин заштите је коришћење заштитног зида (енгл. firewall), који ради на сличан начин као и усмеривачи за филтрирање промета.